# Budrio (Longiano)
Budrio è una frazione del comune di Longiano, nella provincia di Forlì-Cesena, con parziale estensione nei territori comunali di Cesena e Gambettola.

## Storia
La più antica menzione di Budrio risale al 1059. Proprietà del contado di Rimini, comprendeva anche il rio Ospedaletto. Nel 1205 il Podestà di Bologna Uberto Visconti stabilì a Budrio i confini tra il contado di Rimini e quello di Cesena. Il paese si sviluppò lungo la via Emilia, dove nell'XI secolo fu costruita la Masona (chiesa e ospizio) dedicata ai Santi Simone e Giuda, proprietà dei cavalieri Templari, poi passata nel 1312 all'Ordine di San Giovanni di Gerusalemme. Terra di confine tra i territori comunali di Longiano, Cesena e Gambettola, Budrio si sviluppò soprattutto nel secondo dopoguerra, aumentando di popolazione e divenendo un distretto industriale. Sebbene il suo centro si trovi nel comune di Longiano, l'abitato si estende anche ai comuni di Cesena e Gambettola.

## Monumenti e luoghi d'interesse
A Budrio sorgeva la Masona dei Santi Simone e Giuda, risalente all'XI secolo, proprietà dei Templari, dei Giovanniti e successivamente dei Cavalieri di Malta. L'edificio, situato sulla via Emilia all'incrocio per Gambettola, fu però demolito nel 1969. La moderna chiesa parrocchiale fu realizzata solamente negli anni novanta e consacrata il 26 ottobre 1991.
Presso la riva destra del torrente Rigossa si trova invece ancora oggi l'Osteria del Budrio, costruita da Gottifredo d'Iseo, primo feudatario di Gambettola, nel XV secolo, edificio che vestì per secoli la funzione di osteria, oltre che occasionalmente di ospizio, scuola e locanda. È situata nella zona che rientra nel comune di Gambettola.